# تریدکان
تریدکان (به انگلیسی: Tridecane) یک ترکیب شیمیایی با شناسه پاب‌کم ۱۲۳۸۸ است. شکل ظاهری این ترکیب، مایع شفاف بی‌رنگ است.